# Plectrypops
Los candiles o carajuelos del género Plectrypops son peces marinos de la familia holocéntridos, distribuidos por casi todos los mares tropicales y océanos.
Tienen el cuerpo comprimido lateralmente con fuertes espinas, de color rojo intenso. Viven a poco profundidad asociados a arrecifes en aguas cálidas.

## Especies
Existen 2 especies válidas en este género:
- Plectrypops lima (Valenciennes, 1831) - Candil tímido
- Plectrypops retrospinis (Guichenot, 1853) - Candil cardenal o candil espinoso